# R-60 (大型ミサイル艇・2代)
R-60(ロシア語:Р-60エール・シヂスャート)は、ソ連・ロシア連邦の大型ミサイル艇(Большой ракетный катер)である。

## 概要
12411号計画「モールニヤ」型大型ミサイル艇の1 隻となるR-60は、1985年12月16日にレニングラート(現サンクトペテルブルク)のスレドネ＝ネーフスキイ造船工場で起工された。1986年12月30日には進水、1987年12月12日には竣工し、セヴァストーポリのカランチーン湾に根拠地を置くソ連海軍黒海艦隊第41ミサイル艇戦隊に配備された。1991年末にソ連が崩壊すると、R-60はロシア海軍の運用下に入った。
2005年末には、近接防禦システムに関する試験的な換装が実施された。すなわち、R-60はそれまで搭載してきたAK-630M30 mm6砲身機関砲2 基と個艦防空用艦対空ミサイル9K34「ストレラ-3M」発射機MTU-4USとを降ろし、代わって新型の防空モジュール「パラーシ」("Палаш":刀あるいはロシアの重騎兵が用いた幅広の剣のこと)を搭載した。
「パラーシ」は「コールチク」に代わる新しい近接防空システムで、1994年に発表された。陸上運用型のパーンツィリ-S1と共通性を持った防空システムで、2 門の30 mm6砲身機関砲を備えている。これは火砲バリエーションで、2 基の4連装艦隊空ミサイル発射機を組み合わせることが可能である。
この改修により、R-60は黒海艦隊の艦艇の中で最も新しい近接防空システムを搭載する艦艇となった。なお、当初この工事はR-239に対して実施される予定であったが、結局のところ実現していない。